# 贈与税
贈与税（ぞうよぜい）とは、贈与によって財産が移転する機会にその財産に対して課される税金を指す。
本項では日本の贈与税について解説する。

## 概要
贈与税は国税の一つ。個人からの贈与により取得した財産の価額を基に課される租税であり、財産を贈与した方ではなく財産を受け取った方に納税義務がある「受贈者課税方式」が採用されている。しかし1947年から1950年までシャベル勧告に基づいて創設された贈与税やアメリカ合衆国のGift Taxのように、贈与をした方に課税する方式も存在する。
贈与税の目的の1つが、生前贈与による相続税回避の防止にあることから、相続税の補完的な税の性質を持つ。したがって、相続税法（昭和25年法律第73号）の中で相続税とともに規定されている。
贈与税の基礎控除額は、年110万円とされる。基礎控除額までの贈与であれば課税されず、申告義務もない。なお、その後7年以内に相続が発生した場合には、過去の贈与（2026年12月以前の相続は過去3年以内、2027年～2030年の相続は2024年1月以後分、2031年以後の相続は過去7年以内）について遡って相続税が課税されることがある（生前贈与加算）。年110万円を超える部分に対して課税される税率は、金額により10%から55%と徐々に高くなる（累進課税制度）。贈与税は相続税の補完税であるため、相続税より基礎控除額は少なく、急な累進税率体系が規定されている。
贈与税額の算定に用いる課税価格（課税標準）は、納税者が暦年一年間に受贈した財産の評価額の合計とされる。例えば、1人から1,000万円の財産を贈与されても、10人から100万円ずつを贈与されても、他の条件が変わらない限りは税額も変わらない。

## 課税方式

### 納税義務者
贈与税の納税義務者は、原則として贈与により財産を取得した自然人（個人）であるが、人格のない社団・財団や持分の定めのない法人等が贈与により財産を取得した場合で一定の要件を満たすときは、これらの社団等・法人等は、個人とみなされ納税義務者となる。
贈与により財産を取得した者が日本人で日本国内に住所があれば、通常全ての財産に贈与税が課せられるが、住所が国外にある場合や日本国籍がない場合等には国内財産のみに課税される。具体的な納税者の分類は、以下の通りである（2017年4月以後の贈与の場合）。（相続税法1条の4、2条の2）。
居住無制限納税義務者
贈与（以下、死因贈与を含まない）により財産を取得した個人で、財産取得時に日本に住所を有するもの（贈与者が一時居住者・非居住者である場合の一時居住者を除く）
非居住無制限納税義務者
贈与により財産を取得した個人で、財産取得時に日本に住所を有しない日本国籍保有者（その贈与前10年以内に日本に住所を有していたことがあるもの、住所を有していたことがないものでその贈与者が一時居住者・非居住者以外の場合に限る）又は財産取得時に日本に住所を有しない非日本国籍保有者（贈与者が一時居住者・非居住者・非居住外国人である場合を除く）
居住制限納税義務者
贈与により日本にある財産を取得した個人で、財産取得時に日本に住所を有するもの（居住無制限納税義務者を除く）
非居住制限納税義務者
贈与により日本にある財産を取得した個人で、財産所得時に日本に住所を有しないもの（非居住無制限納税義務者を除く）
なお、無制限納税義務者は国内財産と国外財産に対し課税されるが、制限納税義務者は国内財産のみ課税対象とされる。

### 課税財産・非課税財産
贈与税は贈与により取得したもので金銭で見積もることのできる財産に対し課されるのが原則だが、自己が保険料を負担していない生命保険金を受け取った又は債務の免除など次の利益を受けた場合（みなし贈与財産）も、贈与を受けたとみなされて贈与税が課される。（相続税法5条～9条）
- 生命保険金等（保険料負担者が保険金受取人以外の場合。保険料負担者の死亡により受け取った生命保険金等はみなし相続財産）
- 定期金に関する権利（掛金を負担していない場合）
- 財産の低額譲受による利益
- 債務免除等による利益
- 信託に関する権利
- その他の利益の享受

次の財産は、課税対象とされる財産に含まれない。
- 法人からの贈与（賞与の給与所得か一時所得になる）
- 扶養義務者間の通常必要とする生活費又は教育費
- 公益事業を行う者がその事業の用に供するため取得した財産
- 特定公益信託で財務大臣の指定するものから交付される特定の金品
- 地方公共団体の条例による心身障害者共済制度に基づいて支給される給付金を受ける権利
- 公職選挙法の適用を受ける公職の候補者が選挙運動に関し贈与を受けた金品で報告がされたもの
- 特別障害者が特別障害者扶養信託契約に基づいて受ける信託受益権（最大6000万円）
- 相続開始年分の被相続人からの贈与財産（相続税の課税対象になるもの）
- 直系尊属からの住宅取得等資金の贈与のうち一定の金額（最大1000万円）
- 直系尊属からの教育資金の贈与のうち一定の金額（最大1500万円）
- 直系尊属からの結婚・子育て資金の贈与のうち一定の金額 （最大1500万円）
- 社交上の香典や贈答品などで社会通念上相当と認められるもの

### 基礎控除
2001年1月1日以後の贈与税（暦年課税）については、課税価格から110万円を控除する。

### 税率
一般的な贈与税（暦年課税）は、次の算式で計算される。

（年間の贈与財産の総額 － 非課税財産） － 基礎控除＝ 基礎控除後の課税価格

基礎控除後の課税価格 × 税率 － 外国税額控除等 ＝ 贈与税額

2015年1月以後の贈与については、税率が二本建てになった。一般贈与財産（特例贈与財産以外）については「一般税率」で税額計算をし、特例贈与財産（1月1日現在で18歳以上の子や孫が直系尊属から受けた贈与）については「特例税率」で税額計算をする。
| 基礎控除後の課税価格 | 一般贈与財産 | 一般贈与財産 | 特例贈与財産 | 特例贈与財産 |
| 基礎控除後の課税価格 | 一般税率     | 控除額       | 特例税率     | 控除額       |
| -------------------- | ------------ | ------------ | ------------ | ------------ |
| 200万円以下          | 10%          | -0           | 10%          | -0           |
| 300万円以下部分      | 15%          | 10万円       | 15%          | 10万円       |
| 400万円以下          | 20%          | 25万円       | 15%          | 10万円       |
| 600万円以下          | 30%          | 65万円       | 20%          | 30万円       |
| 1,000万円以下        | 40%          | 125万円      | 30%          | 90万円       |
| 1,500万円以下        | 45%          | 175万円      | 40%          | 190万円      |
| 3,000万円以下        | 50%          | 250万円      | 45%          | 265万円      |
| 4,500万円以下        | 55%          | 400万円      | 50%          | 415万円      |
| 4,500万円超          | 55%          | 400万円      | 55%          | 640万円      |

その年において一般贈与財産と特例贈与財産の両方の贈与があった場合には、年間の総贈与財産を一般税率で計算された贈与税額のうち一般贈与財産の比率に対応する部分と、年間の総贈与財産を特例税率で計算された贈与税額のうち特例贈与財産の比率に対応する部分を、合計して納税額を計算する。

### 申告と納付
財産の贈与を受けた者が、毎年1月1日より12月31日までの一年分の贈与について、翌年2月1日から3月15日までの間に申告して納付する。金銭で一括納付が原則だが、一定の要件のもとに延納が認められる。申告先は贈与を受けた者の住所地の税務署である。

## 贈与税の配偶者控除
配偶者控除は、婚姻期間が20年以上の夫婦間において、自己の居住用不動産（国内の住宅用土地・借地権・家屋）又は居住用不動産の取得資金の贈与があった場合には、一定の条件のもと贈与税の申告をすることで、基礎控除110万円とは別枠で、贈与財産の価額から「最大2,000万円」の控除が認められる特例をいう。なお、同一の配偶者間においては一度しか認められない。通称、おしどり贈与。

## 相続時精算課税
2003年度（平成15年度）より、従来の暦年課税制度に加えて、「相続時精算課税」制度が創設された。これは、贈与税・相続税を通じた納税を可能とした制度である。対象者は、贈与者が1月1日現在で60歳以上（2014年12月以前は、65歳以上）、受贈者が贈与者の推定相続人（2015年1月以後は、直系卑属の孫を含む）で1月1日現在18歳（2022年3月以前は20歳）以上となっている。
- 控除額は2,500万円（累積）で、控除額に達するまで複数年に渡り利用できる（期限内申告が条件）。2023年以前の贈与は年110万円の基礎控除は使えない。
- 控除額を超える贈与を受けた場合は、超える金額について贈与税を納付し（税率は一律20％）、贈与者の死亡の時に、それまでの贈与財産が相続財産へ組み込まれた上で納付した贈与税は相続税で精算される。
- 「相続時精算課税」制度と従来の暦年課税制度とのいずれかを贈与者毎に申告時点で選択できるが、一度選択したら暦年課税制度に戻ることができない。
- 2023年1月から2024年12月までの間であれば、直系尊属からの住宅取得等資金（一定の住宅新築や購入、増改築用の資金）の贈与に限り、相続時精算課税特別控除額の外に、500万円（省エネ等住宅は1,000万円）迄の非課税が受けられる。[11]

この新しい制度について日本公認会計士協会の租税調査会は、『今までの我が国の相続・贈与税制の中での贈与税が、 税負担が重い「抑制的」な税であったのに対して、贈与税が相続税の前払いとして扱われるという「一体化の措置」がなされたという点で、画期的な税制改正』と評価した。

## 個人と法人の間の贈与
贈与税は基本的に個人間の贈与があった場合に課せられる税金であり、法人が贈与者であったり受贈者であったりするときは、贈与税以外の税金が課せられる。

### 個人から法人への贈与
個人と法人の両方に税が発生しうる。
- 法人側は贈与されたときの時価で受贈益が発生し、法人税が課せられる（法人税法25条の2）。
- 個人側は「みなし譲渡」として解釈し、贈与したときの時価で計算し、その値上がり益に対して、所得税の譲渡所得が発生する（所得税法59条）。現金の贈与の場合は、値上がり益は0円で譲渡所得はない。

### 法人から個人への贈与
個人と法人の関係性によって以下の扱いに従って税が発生する。
| 関係性         | 法人側         | 個人側   |
| -------------- | -------------- | -------- |
| 役員・従業員   | 売却益・賞与   | 給与所得 |
| 無関係の第三者 | 売却益・寄附金 | 一時所得 |

## 税収の推移
財務省の統計では、贈与税は相続税に含まれて公表されている。決算においても同じである。国税庁の統計では課税ベースのデータが公表されている（単位:100万円。単位未満切捨て）。以下のデータは国税庁のデータで、本年分（各年の譲与について翌年の申告期限までに申告があった分）と過年度分（申告が遅れて課税処理された分）の合計である。滞納の場合、決算ベースとは相違が生じる。
| 年度       | 税収    |
| ---------- | ------- |
| 平成9年度  | 139,979 |
| 平成10年度 | 127,484 |
| 平成11年度 | 120,975 |
| 平成12年度 | 102,937 |
| 平成13年度 | 88,739  |
| 平成14年度 | 75,619  |
| 平成15年度 | 95,682  |
| 平成16年度 | 222,524 |
| 平成17年度 | 123,920 |
| 平成18年度 | 128,508 |
| 平成19年度 | 118,248 |
| 平成20年度 | 112,303 |
| 平成21年度 | 114,665 |
| 平成22年度 | 141,313 |
| 平成23年度 | 148,348 |
| 平成24年度 | 140,709 |
| 平成25年度 | 177,799 |
| 平成26年度 | 289,856 |
| 平成27年度 | 226,416 |
| 平成28年度 | 256,723 |
| 平成29年度 | 212,019 |
| 平成30年度 | 254,405 |
| 令和 2年度 | 224,057 |